# Tmesisternus discomaculatus
Tmesisternus discomaculatus là một loài bọ cánh cứng trong họ Cerambycidae.